# Polygrammodes nervosa
Polygrammodes nervosa là một loài bướm đêm trong họ Crambidae.